# Eveite
La eveite è un minerale.